# Kościół w Hagby
Kościół w Hagby – kościół z XII lub XIII wieku w Hagby w Smalandii w Szwecji, zarządzany przez Kościół Szwecji. 

## Historia
Okres budowy świątyni to czas zastępowania kościołów drewnianych murowanymi w Szwecji. Powstało wówczas 8 kościołów na planie koła (w średniowieczu w Szwecji powstało łącznie 13 okrągłych kościołów), w tym kościół w Voxtorp, położony blisko Hagby. Kościół w Hagby jest uznawany za najlepiej zachowany z tych okrągłych świątyń. Dokładna data budowy świątyni nie jest znana, szacuje się, że wzniesiono ją pomiędzy XII a XIII wiekiem. Świątynia była pierwotnie pod wezwaniem Najświętszej Maryi Panny. Po ukończeniu budowy pożar zniszczył sklepienie kolebkowe. Kościół został konsekrowany, być może ponowie, w XV wieku. Razem z Mortorp Hagby tworzyło jedną parafię.
W latach 30. XIX wieku budynek poddano renowacji, powstało wówczas obecne drewniane sklepienie, powiększono także otwory okienne i zamontowano nowe okna. Podczas wykopalisk archeologicznych pod posadzką znaleziono dużo pochówków i skarb ze srebrnymi monetami z XIII wieku oraz fragment nagrobka z inskrypcją runiczną. Kolejna renowacja została przeprowadzona w 1968 roku, podczas niej m.in. zmniejszono wielkość otworów okiennych.
Kolejna konsekracja kościoła odbyła się 22 maja 2016 roku, dokonał jej biskup Fredrik Modéus.

## Architektura
Kościół wzniesiono w stylu romańskim na planie koła. Pośrodku sali znajdowały cztery masywne filary z piaskowca. Pierwotnie miał trzy kondygnacje, nad główną salą znajdowało się niewielkie pomieszczenie, które być może służyło jako magazyn, a nad nim pomieszczenie z większymi oknami, z których rozciągał się dobry widok na okolicę. Druga kondygnacja znajdowała się także ponad apsydą. Możliwe, że kościół posiadał wieżę, mogła ona zostać rozebrana w latach 60. XVII wieku. Z racji swojego położenia przy wybrzeżu świątynia ma charakter obronny, o czym świadczą niewielkie okienka, które mogły służyć jako otwory strzelnicze.
Wejście wiodło przez dekorowany kamienny portal. Sklepienie w głównej sali wtórne, drewniane. Łuk tęczowy ze średniowiecznym krucyfiksem, figury dwóch łotrów z krzyży, które znajdowały się obok krucyfiksu znajdują się w Muzeum Hrabstwa Kalmar. W prezbiterium znajdują się pozostałości malowideł z początku XIV wieku oraz rozeta według projektu Britty Reich-Eriksson. W kościele znajdowała się kamienna chrzcielnica z XIV wieku.
Kościół otacza cmentarz; najstarszy nagrobek pochodzi z 1805 roku.

## Galeria

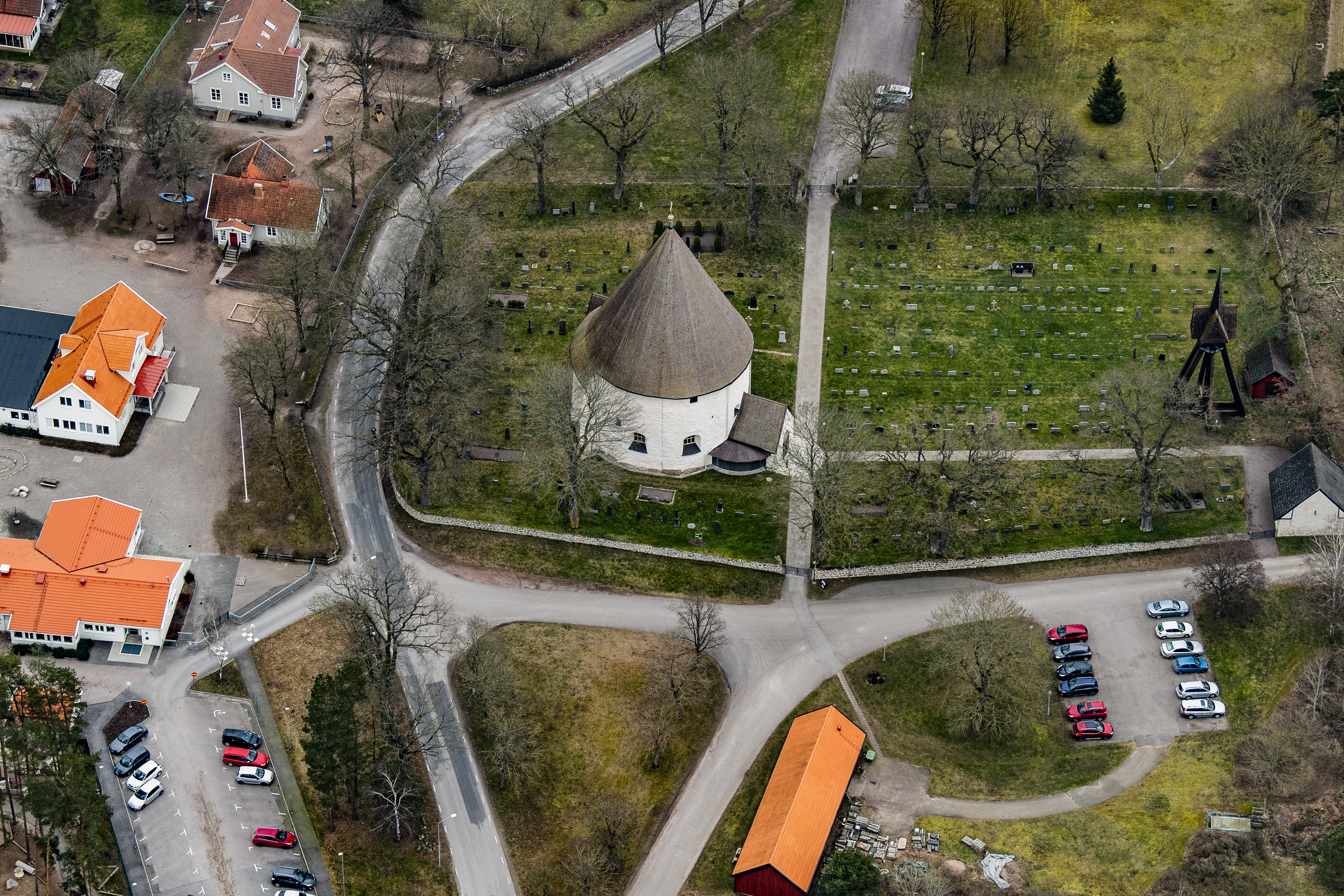
Widok na kościół i cmentarz z lotu ptaka (2020)
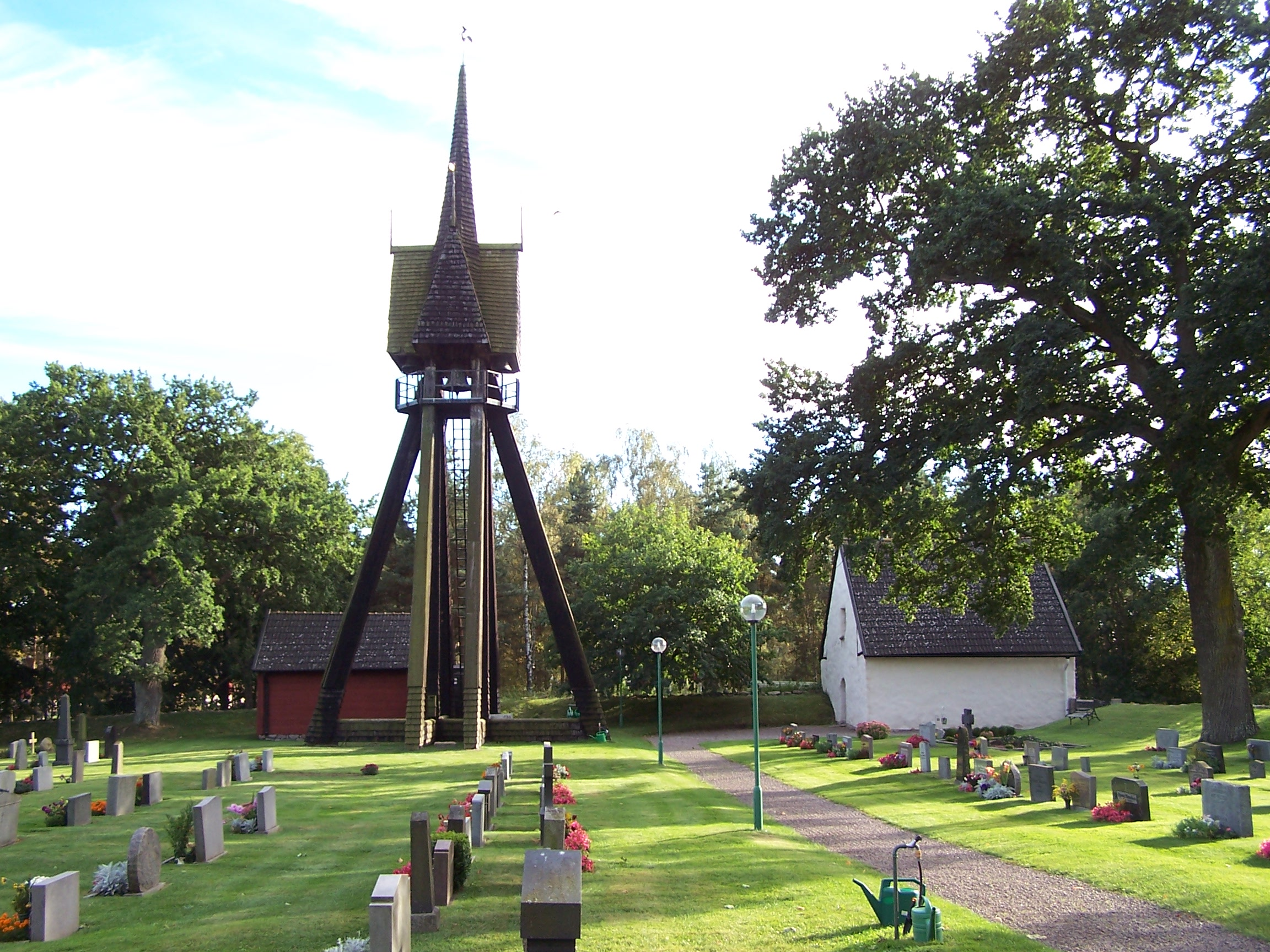
Dzwonnica (2005)
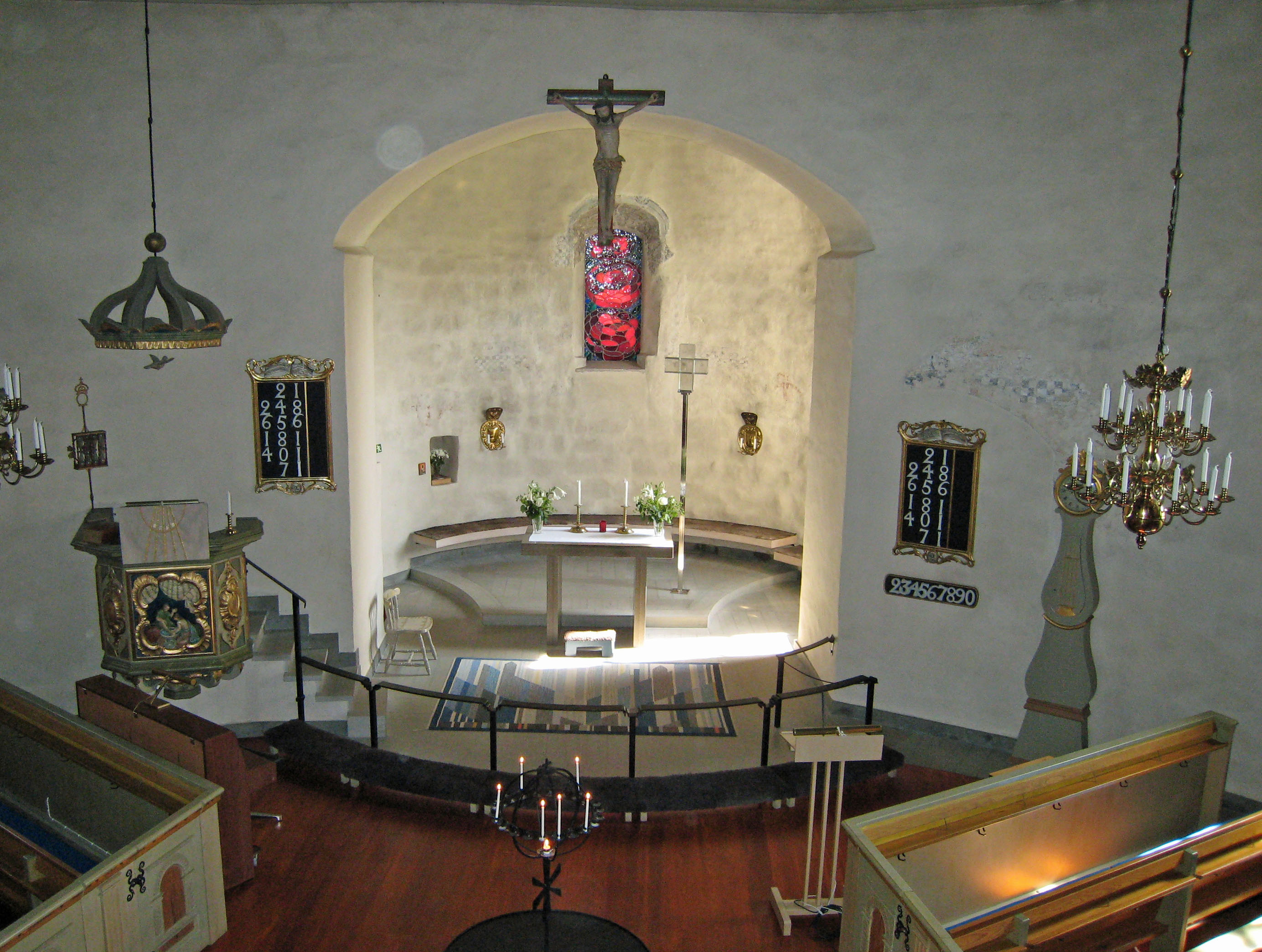
Wnętrze, prezbiterium (2007)
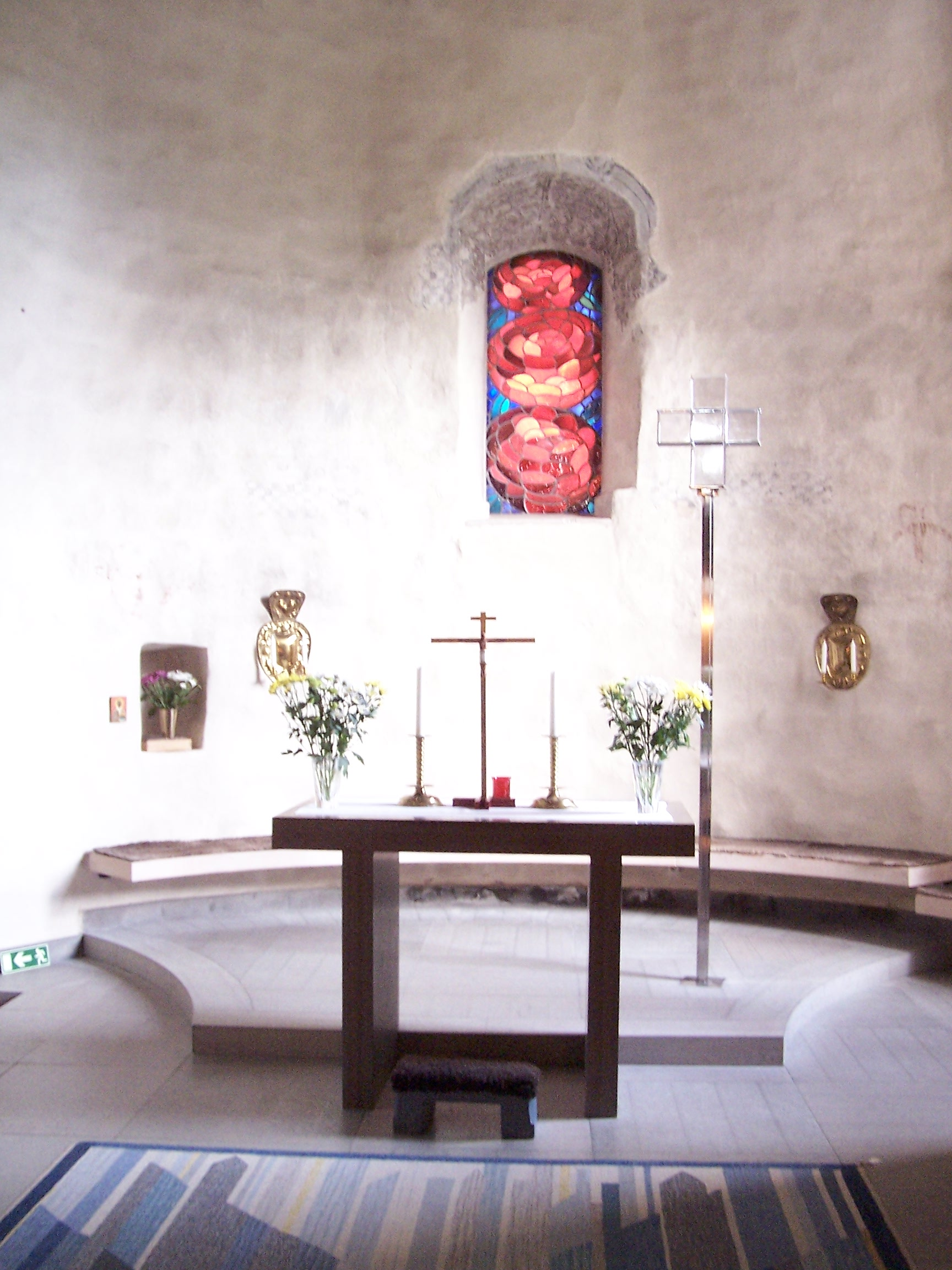
Prezbiterium (2005)
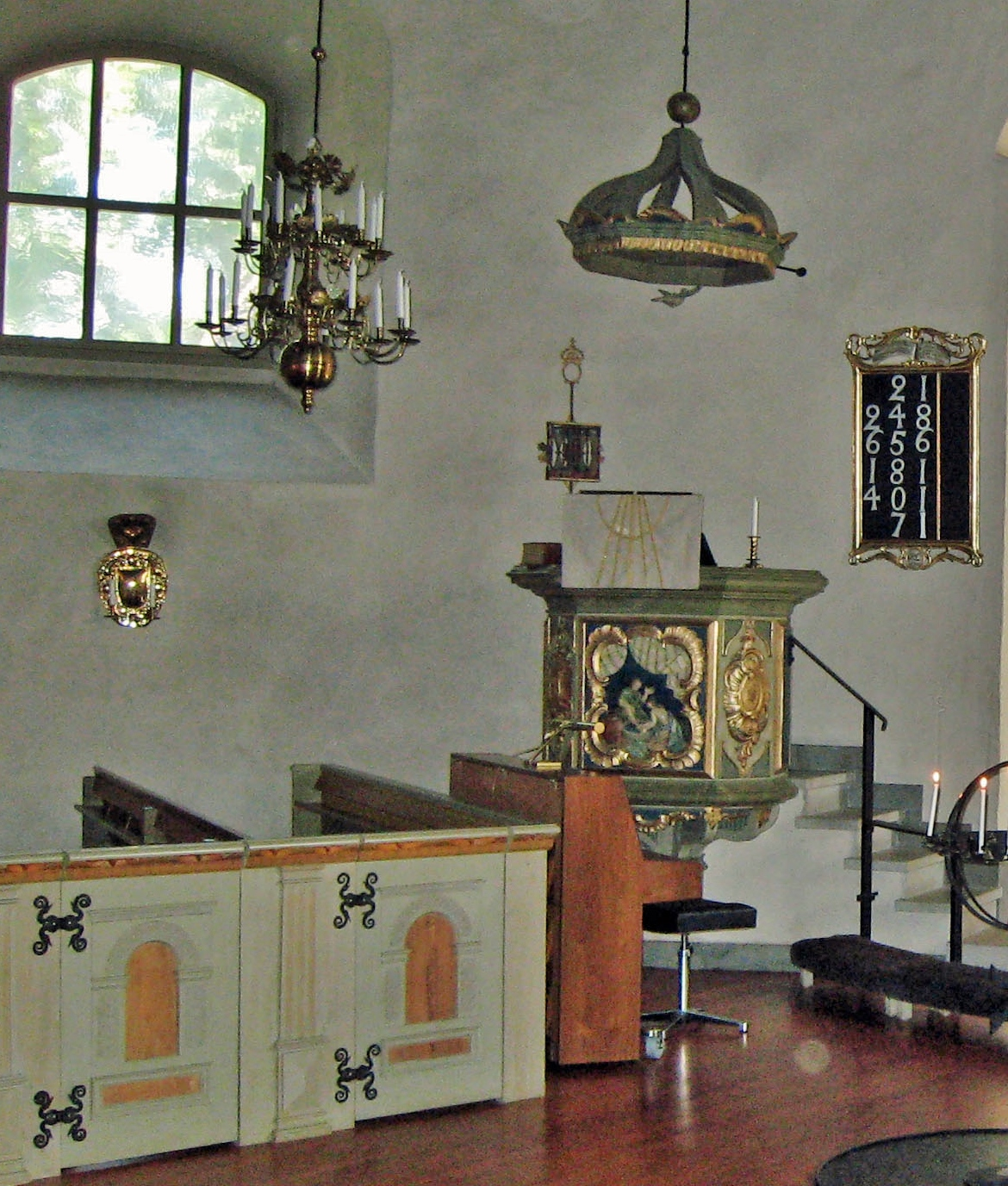
Ambona (2007)
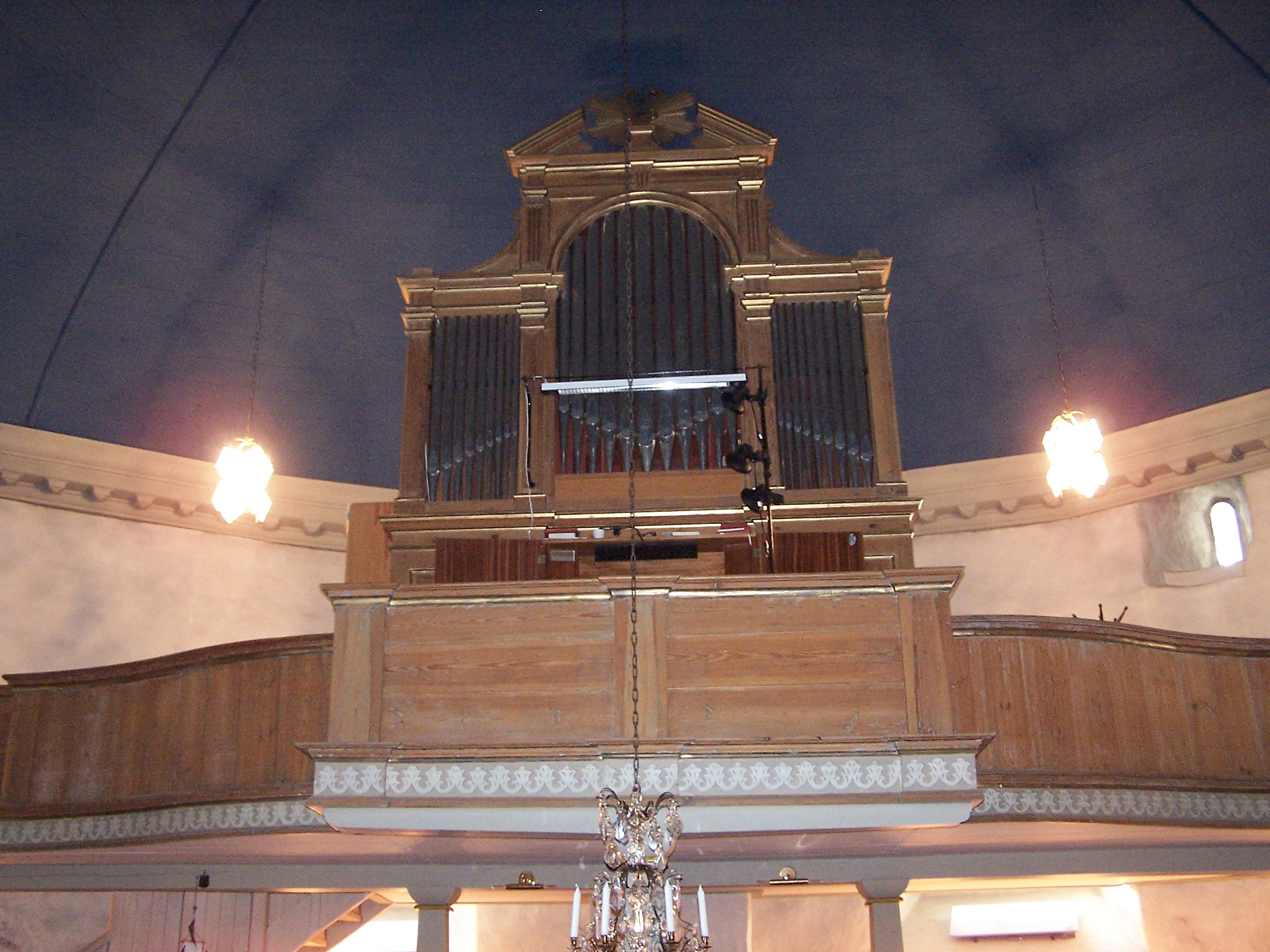
Organy (2005)
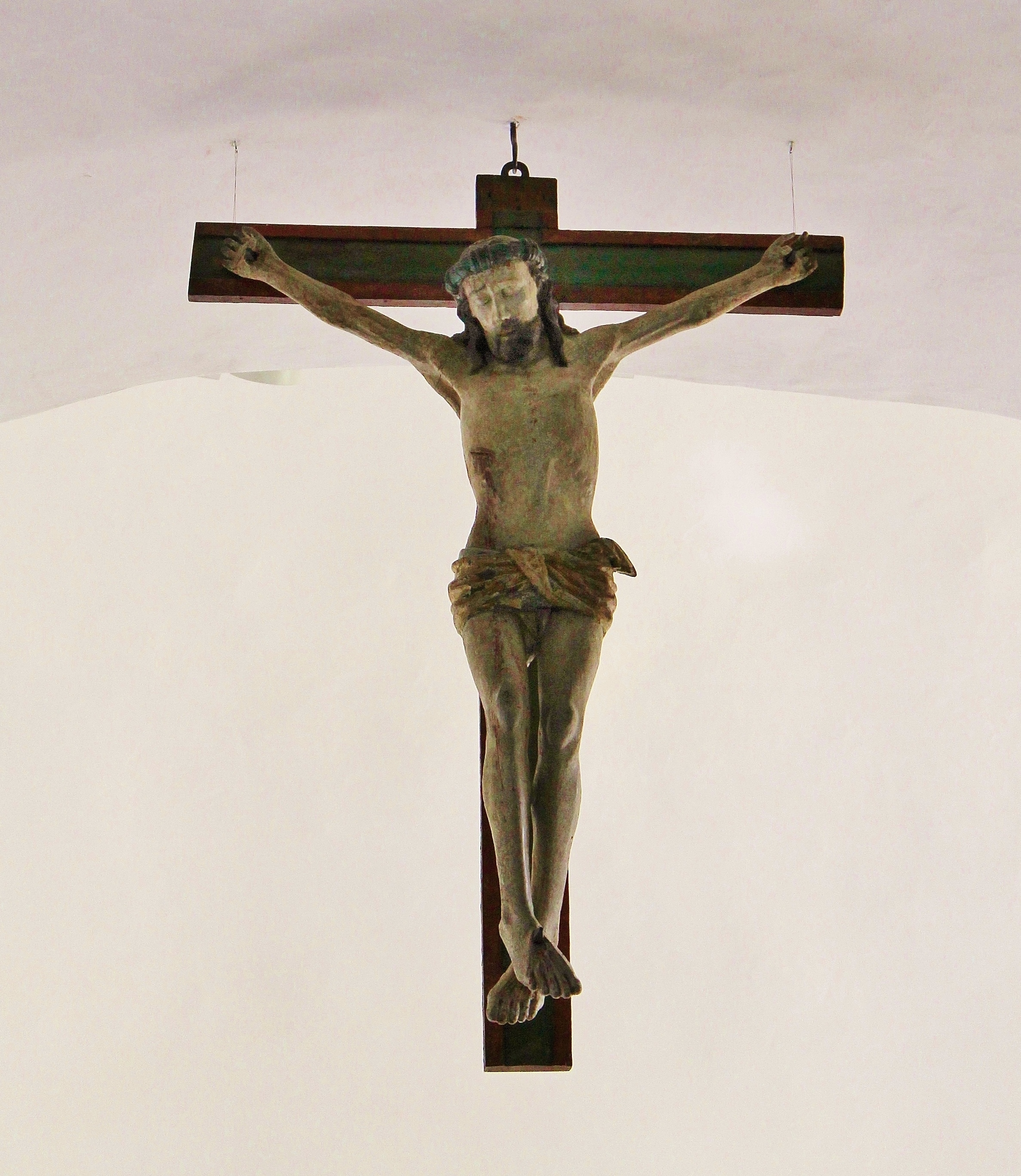
Krucyfiks
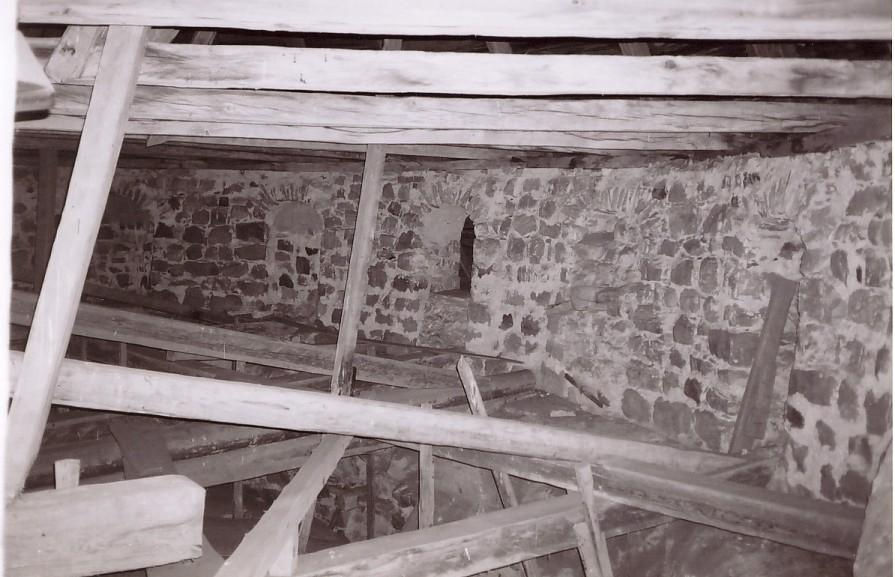
Druga kondygnacja (2003)